# Casa al carrer Eres, 6-8 (Riba-roja d'Ebre)
La Casa al carrer Eres, 6-8 és una obra de Riba-roja d'Ebre (Ribera d'Ebre) inclosa a l'Inventari del Patrimoni Arquitectònic de Catalunya.

## Descripció
Situat entre el carrer de les Eres i el de Sant Bartomeu. Edifici cantoner de planta baixa i dos pisos amb la coberta plana habilitada com a terrassa transitable. En un extrem de la façana hi ha un portal d'arc de mig punt adovellat, amb una orla decorada a la clau on hi ha inscrit l'any "1848". La resta d'obertures i elements que defineixen la façana són de factura moderna, excepte el balcó sobre el portal. A nivell del primer i segon pis consta de balcons correguts que recorren les dues façanes. L'acabat exterior és arrebossat i pintat.